# Geminação (odontologia)
Geminação, em odontologia, é uma anomalia que ocorre quando o germe dental se divide durante o período de evolução, dando origem a uma coroa dupla.
A diferença entre a geminação e a fusão pode ser determinada pela contagem dos dentes: na fusão, dois dentes são unidos pela dentina e esmalte, e as polpas podem estar ou não unidas, na geminação, existe apenas uma polpa e uma raiz, então, se os dois dentes unidos forem contados como um, na fusão há uma redução no número de dentes na arcada, mas na geminação a contagem é normal.

## Exemplos históricos
Os historiadores russos O. L. Gabelko e Iu. N. Kuz'min, supondo que esta rara anomalia genética fosse característica dos reis Pirro, do Epiro, Filipe V da Macedónia e Prúsias II da Bitínia, concluíram que a avó materna de Prúsias II era a mãe de Filipe V, e esta seria neta de Pirro, Fítia.